# (3744) Horn-d'Arturo
(3744) Horn-d'Arturo (1983 VE) – planetoida z pasa głównego asteroid okrążająca Słońce w ciągu 4,26 lat w średniej odległości 2,63 j.a. Odkryta 5 listopada 1983 roku.